# Constant Villegas
Pour les articles homonymes, voir Villegas.

a Compétitions nationales et continentales officielles uniquement.

b Matchs officiels uniquement.
Constant Villegas, né le 21 octobre 1986 à Toulouse, est un joueur de rugby à XIII français évoluant au poste d'arrière ou d'ailier dans les années 2000. En club il évolue au Toulouse Olympique XIII. Il connaît également la sélection française depuis 2007 et est retenu par l'encadrement pour disputer le Tournoi des Quatre Nations 2009 en Angleterre et en France.

## Biographie
Fils d'un immigré espagnol venu s'installer dans le Lot-et-Garonne, Constant Villegas débute au rugby à XIII à Villeneuve-sur-Lot en poussins à l'âge de huit ans sous la direction de son père entraîneur et ancien joueur. Titulaire en parallèle de sa carrière sportive d'un bac pro agricole spécialisé en production végétale, il rejoint en 2006 Toulouse  puis Saint-Gaudens. Sa carrière est interrompue un an en 2010 à la suite d'une rupture du ligament croisé antérieur du genou ce qui l'oblige à subir une intervention chirurgicale. Il revient en 2011 à Villeneuve-sur-Lot.
Il tente une expérience d'un an en rugby à XV à Fumel en Fédérale 3 mais retourne au rugby à XIII et Villeneuve-sur-Lot en 2016 où il y occupe également le poste d'entraîneur adjoint.

## Palmarès

### En tant que joueur
| Saison    | Club               | Compétition           | Matchs | Points | Essais | Goals | Drops |
| --------- | ------------------ | --------------------- | ------ | ------ | ------ | ----- | ----- |
| 2007-2008 | Toulouse           | Championnat de France | 5      | 4      | 1      | -     | -     |
| 2008-2009 | Toulouse           | Championship          | ?      | -      | -      | -     | -     |
| 2009-2010 | Toulouse           | Championship          | ?      | -      | -      | -     | -     |
| 2010-2011 | Saint-Gaudens      | Championnat de France | 1      | -      | -      | -     | -     |
| 2011-2012 | Villeneuve-sur-Lot | Championnat de France | 11     | 61     | 5      | 20    | 1     |
| 2012-2013 | Villeneuve-sur-Lot | Championnat de France | 13     | 56     | 4      | 19    | 2     |
| 2013-2014 | Villeneuve-sur-Lot | Championnat de France | 11     | 20     | 5      | -     | -     |
| 2014-2015 | Villeneuve-sur-Lot | Championnat de France | 17     | 30     | 5      | 5     | -     |
| 2015-2016 | Expérience en XV   | -                     | -      | -      | -      | -     | -     |
| 2016-2017 | Villeneuve-sur-Lot | Championnat de France | 16     | 12     | 3      | -     | -     |
| 2017-2018 | Villeneuve-sur-Lot | Championnat de France | 14     | 27     | 3      | 7     | 1     |
| 2018-2019 | Villeneuve-sur-Lot | Championnat de France | 15     | 16     | 4      | -     | -     |
| 2019-2020 | Villeneuve-sur-Lot | Championnat de France | 3      | -      | -      | -     | -     |

### En tant qu'entraîneur

#### Détails en club
| Année     | Année     | Club            | Compétition | Saison régulière | Saison régulière | Saison régulière | Saison régulière | Saison régulière | Phase finale | Phase finale | Phase finale | Phase finale | Phase finale | Coupe de France |
| Année     | Année     | Club            | Compétition | Class.           | MJ               | V.               | N.               | D.               | Perf.        | MJ           | V.           | N.           | D.           | Coupe de France |
| 2022-2023 | 2022-2023 | Villeneuve R.L. | CHF         | 10e              | 18               | 3                | 0                | 15               | Non qualifié | -            | -            | -            | -            | 1/8 finale      |
| 2023-2024 | 2023-2024 | Villeneuve R.L. | CHF         | 9e               | 18               | 2                | 0                | 16               | Non qualifié | -            | -            | -            | -            | 1/8 finale      |
| 2024-2025 | 2024-2025 | Villeneuve R.L. | CHF         | 6e               | 20               | 10               | 0                | 10               | -            | -            | -            | -            | -            | 1/4 finale      |